# Inlandsbanan AB
Inlandsbanan AB  är en infrastrukturförvaltare baserad i Östersund. Det startades 1992 och är ett aktiebolag som ägs av de 19 kommuner som Inlandsbanan passerar genom från Kristinehamn till Gällivare. Verksamheten omfattar drift av banan. Trafik på banan bedrivs av flera bolag, bland annat av Inlandsbanans dotterbolag Inlandståget AB.
Företaget har två dotterbolag:
- Inlandståget AB som bedriver persontrafik mellan Mora och Gällivare samt godstrafik på Inlandsbanan och övriga banor i Sverige.
- Destination Inlandsbanan AB som bedriver turisttrafik.

Inlandsbanan AB har cirka 53 anställda.